# Нижеры
Нижеры (чув. Нишер) — деревня в Мариинско-Посадском муниципальном округе Чувашской Республики России. Входила с 2004 до 2023 гг в состав Аксаринского сельского поселения.
С 2023 года входит в Аксаринский территориальный отдел.

## География
Деревня находится в северо-восточной части Чувашии, в пределах Чувашского плато, в зоне хвойно-широколиственных лесов, на берегах реки Кинерки, на расстоянии примерно 23 километров (по прямой) к юго-востоку от города Мариинский Посад, административного центра района. Абсолютная высота — 94 метра над уровнем моря.

### Часовой пояс
Деревня Нижеры, как и вся Чувашия, находится в часовой зоне МСК (московское время). Смещение применяемого времени относительно UTC составляет +3:00.

## Население
| 2010 | 2012 |
| ---- | ---- |
| 61   | ↘44  |

### Половой состав
По данным Всероссийской переписи населения 2010 года в гендерной структуре населения мужчины составляли 39,3 %, женщины — соответственно 60,7 %.

### Национальный состав
Согласно результатам переписи 2002 года, в национальной структуре населения чуваши составляли 96 % из 71 чел.